# Boonyarit Pathomthad
Boonyarit Pathomthad (* 29. April 1986) ist ein thailändischer Fußballspieler.

## Karriere
Boonyarit Pathomthad stand bis Ende 2017 beim BBCU FC unter Vertrag. Wo er vorher gespielt hat, ist unbekannt. Der Verein aus der thailändischen Hauptstadt Bangkok spielte 2016 in der ersten Liga des Landes, der Thai Premier League. Für BBCU absolvierte er 18 Erstligaspiele. Am Ende der Saison stieg er mit dem Verein in die zweite Liga ab. Während der Hinserie 2017 wurde der Verein vom thailändischen Verband gesperrt. 2018 unterschrieb er einen Vertrag beim Krabi FC. Mit dem Verein aus Krabi spielte er in der zweiten Liga, der Thai League 2. Nach der Hinrunde 2018 wurde sein Vertrag nicht verlängert. Seit Juni 2018 ist er vertrags- und vereinslos.